# Malab Ali Sabah as-Salim
Malab Ali Sabah as-Salim – wielofunkcyjny stadion w mieście Al-Farwanijja w Kuwejcie. Jest obecnie używany głównie dla meczów piłki nożnej. Swoje mecze rozgrywają na nim drużyny piłkarskie An-Nasr i As-Salimijja. Stadion może pomieścić 10 000 widzów.